# 데바카메
데바카메(일본어: 出歯亀)는 일본에서 여탕을 엿보는 남자를 말한다. 일본에서 여탕을 자주 엿보다가 살인을 한 정원사 이케다카메타로의 별명에서 유래했다.